# Hațeg
Ne doit pas être confondu avec Île Hațeg.
Hațeg (en hongrois Hátszeg, en allemand Hotzing ou Wallenthal) est le nom d'une dépression et d'un bassin hydrographique des Carpates méridionales et d'une ville transylvaine située dans ce bassin, en Roumanie, dans le județ de Hunedoara. Elle compte environ 12 500 habitants.
Elle est située au nord des monts Retezat et du parc national Retezat.

## Patrimoine
- Le parc national Retezat avec ses plus de 80 lacs glaciaires, classé au patrimoine mondial de l'UNESCO en 1991.
- Le Géoparc des dinosaures du pays de Hațeg, pour préserver les formations géologiques et les fossiles, jadis découverts ici par Franz Nopcsa, et continuer les recherches.
- La Réserve de bisons d'Europe de Hațeg, située à 3 km de la ville, en prenant la DN66.
- Monastère de Prislop, à 13 km nord-ouest de Hațeg, fondée en 1404.
- Monastère Cetatea Colț fondée au XIVe siècle.
- La Forteresse de Colț construite au début du XIVe siècle ; il semblerait que ce soit la source d'inspiration du Château des Carpathes de Jules Verne.
- Ulpia Traiana Sarmizegetusa, ancienne colonie romaine de la Dacie, située à 17 km au sud-ouest de Hațeg en prenant la DN-68.
- Château Kendeffy de Sântămăria-Orlea, construit au XVIe siècle.
- L'Église de Sântămărie-Orlea, abritant des fresques réalisées de la fin du XIIIe siècle au début du XVe siècle.
- L'Église Saint-Nicolas de Densuș, construite à la fin du XIIe siècle, début du XIIIe siècle.

## Démographie
| 1948 | 3 210 habitants  |
| 1966 | 5 631 habitants  |
| 1977 | 8 423 habitants  |
| 1992 | 11 616 habitants |
| 2003 | 11 153 habitants |

## Communauté de communes
En décembre 2005, onze communes autour de Hateg se réunissent en association pour créer la communauté d'agglomération du Pays de Hateg, afin de créer coordonner le développement local.